# Bridgeport State Park
Der Bridgeport State Park ist ein Naherholungsgebiet, etwa 2 mi (3,2 km) östlich von Bridgeport im US-Bundesstaat Washington am Nordufer des Rufus Woods Lake gelegen, des Stausees, der durch den Chief Joseph Dam am Columbia River entstanden ist. Der State Park wurde in Zusammenarbeit der Washington State Parks und des United States Army Corps of Engineers nach der Fertigstellung des Dammes 1955 eingerichtet. Die 25-jährige Pacht des Parkes wurde 1990 und erneut 2015 verlängert. Der Park nimmt eine Fläche von 622 Acres (252 ha) ein, worauf 7.500 ft (ca. 2.300 m) Ufer, Campingplätze, 4 mi (6,4 km) Wanderwege und Einrichtungen für das Bootfahren, Angeln, Schwimmen und Golfen unterhalten werden.